# Freedita
La freedita és un mineral de la classe dels òxids. Rep el nom del doctor Robert L. Freed, mineralogista estatunidenc de la Trinity University, a San Antonio, Texas, EUA.

## Característiques
La freedita és un arsenit de fórmula química Cu+Pb₈(AsO₃)₂O₃Cl₅. Cristal·litza en el sistema monoclínic. La seva duresa a l'escala de Mohs és 3.
Segons la classificació de Nickel-Strunz, la freedita pertany a «04.JB: Arsenits, antimonits, bismutits; amb anions addicionals, sense H₂O» juntament amb els següents minerals: fetiasita, manganarsita, magnussonita, armangita, nanlingita, asbecasita, stenhuggarita, trigonita, finnemanita, gebhardita, derbylita, tomichita, graeserita, hemloïta, georgiadesita i ekatita.

## Formació i jaciments
Va ser descoberta a la mina Långban, situada al municipi de Filipstad, dins el Comtat de Värmland (Suècia). També ha estat descrita a la mina Tsumeb, a la regió d'Oshikoto (Namíbia), i a l'àrea de Sounion, a Àtica (Grècia). Aquests tres indrets són els únics de tot el planeta on ha estat descrita aquesta espècie mineral.